# Forte de Nassau
O Forte de Nassau localizava-se na margem esquerda do rio Xingú, próximo à sua confluência com a margem direita do rio Amazonas, no interior do estado do Pará, no Brasil.

## História
Figuram na "Carta Particolare dell Rio d'Amazone con la Costa sin al fiume Maranhan" de A. E. Lucivi (1646) (Biblioteca Nacional do Brasil), a "forteja", o cabo, e a costa "di Nassau", naquele rio, associando-os à presença Holandesa na região à época.
Enquanto VIANNA opina que deve ter se constituído em simples obra de defesa, REIS classifica-o como uma das mais poderosas fortificações Holandesas na região.
Trata-se de uma fortificação Holandesa erguida por contrabandistas de drogas do sertão entre 1599 e 1600 (BARRETTO, 1958:34;35), ou no primeiro decênio do século XVII, em estiva (GARRIDO, 1940:23), conquistada e arrasada pelo português Pedro Teixeira em 1625 (SOUZA, 1885:34).
REIS (1966), por outro lado, sustenta que as posições estrangeiras nas margens do rio Xingú teriam sido acometidas por Luiz Aranha de Vasconcelos, na campanha de 1623 (op. cit., p. 42-43).